# Caccobius nigritulus
Caccobius nigritulus е вид бръмбар от семейство Листороги бръмбари (Scarabaeidae). Видът не е застрашен от изчезване.

## Разпространение и местообитание
Разпространен е в Ангола, Ботсвана, Зимбабве, Кения, Мозамбик, Танзания и Южна Африка.
Обитава национални паркове, песъчливи и гористи местности, ливади, храсталаци, савани и крайбрежия.